# Лакатник
 Тази статия е за село Лакатник.  За едноименното село (гара) вижте Гара Лакатник.  
 Тази статия е за село Лакатник.  За писателя вижте Михаил Лъкатник.  
Лака̀тник е село в Западна България на височина около 800 m в подножието на връх Яворец. То се намира в Община Своге, Софийска област.

## География
Лакатник се намира в котловина, оградено от върховете Яворец, Гарван, Куленица и Лехчевица в Западна Стара планина, на юг от Врачанския Балкан, на 8 km от село Гара Лакатник. В близост се намира манастирът „Седемте престола“.

### Демография
Населението на Лакатник по данни на Националния статистически институт към 31 декември 1994 г. е 375 души. Според данните на същата институция, към 2010 г. жителите на селото наброяват едва 113 души.

## Други
Морският нос Лакатник на остров Смит, Южни Шетландски острови е наименуван в чест на село Лакатник.